# ادوارد مایر

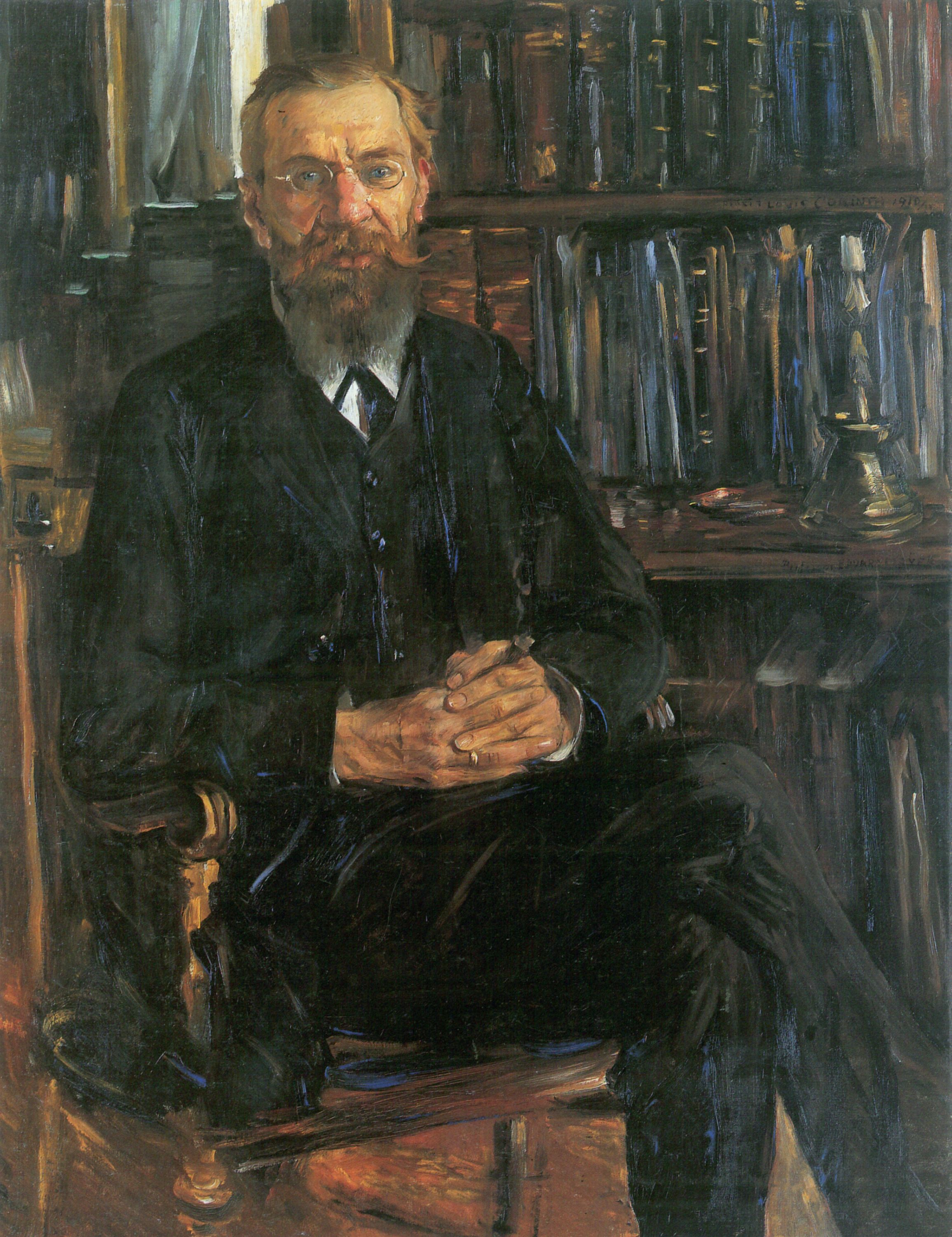
ادوارد مایر

ادوارد مایر (به انگلیسی: Eduard Meyer) باستان‌شناس و ایران‌شناس آلمانی (۱۸۵۵ - ۳۱ اوت ۱۹۳۰) است.

## زندگی‌نامه
ادوار میر متولد ۲۵ ژانویه ۱۸۵۵ و درگذشته در ۳۱ اوت ۱۹۳۰ در برلین، نگارنده پنج جلد تاریخ باستان است. وی که در هامبورگ از هنریته و دکتر ادوارد مایر پدر متولد شده بود، با هدایت‌ها و پشتیبانی‌های پدرش که خود فیلولوژ و تاریخدان بود، بزودی به علاقه خویش در خصوص تاریخ باستان پی برد. ادوارد مایر دوران دبستانی و سپس دبیرستانی خویش را در دبیرستان یوهانیوم از معروفترین و خوش سابقه‌ترین دبیرستانهای هامبورگ که سطح تدریسی بالایی داشت سپری کرد. مایر در دوران تحصیل در دانشگاه‌های بن و لایپزیگ کنار زبانهای لاتین، عبری و عربی که در دبیرستان آموخته بود، زبانهای ترکی، آشوری، قبطی، فارسی و سانسکریت را نیز به‌خوبی فرا گرفت. پس از پایان تحصیلات در رشته تاریخ باستان، مایر جوان فرصت این را یافت تا به‌مدت دو سال به‌عنوان معلم خصوصی فرزندان سر فیلیپ فرانسیس سرکنسول بریتانیا در کنستانتینوپل (استانبول) بکار مشغول گردد و بدین وسیله از نزدیک با شرق آشنا گردد. با مرگ سر فرانسیس، مایر خانواده او را تا بریتانیا مشایعت کرد و از این رهگذر توانست که موزه بریتانیا را ببیند.
پس از پایان خدمت سربازی در سال ۱۸۷۹ مایر به‌مدت پنج سال به‌عنوان استاد شخصی دانشگاه لایپزیگ به تدریس و تدوین کتاب مشغول بود او سپس استادی دانشگاه برسلاو را بعهده گرفت و از سال ۱۹۰۲ استاد تاریخ باستان دانشگاه فریدریش ویلهلم برلین گردید.
مایر در سال ۱۹۰۴ به‌مدت چند سال در ایالات متحده به تدریس مشغول گردید و دکترای افتخاری دانشگاه‌هایی نظیر آکسفورد و هاروارد را به‌دست آورد. وی پس از پایان جنگ جهانی اول در سالهای ۱۹۱۹ و ۱۹۲۰ که آلمان شرایط بسیار سخت سیاسی و اقتصادی خود را تجربه می‌کرد، در دانشگاه مشغول کار بود. او اندکی پس از پایان جنگ جهانی اول به‌عنوان اعتراض به سیاست متفقین و تحقیر نمودن آلمانی‌ها از سوی متفقین و اعمال زور برای امضای قراردادهایی با ماهیت سرکوبگرانه، تمامی دکتراهای افتخاری خویش را برای دانشگاه‌های انگلیسی و آمریکایی پس فرستاد و از سال ۱۹۱۹ رئیس دانشگاه برلین گردید.

## مرگ
ادوارد مایر در ۳۱ اوت ۱۹۳۰ در برلین درگذشت.

## آثار
- Forschungen zur alten Geschichte 1884-1902
- Untersuchungen zur Geschichte der Gracchen 1894
- Wirtschaftliche Entwicklung des Altertums 1895
- Die Entstehung des Judentums 1896
- Zur Theorie und Methodik der Geschichte 1902
- Israeliten und ihre Nachbarstämme 1906
- Theopomps Hellenika 1909
- Der Papyrosfund in Elephantine 1912
- Ursprung und Geschichte der Mormonen 1912

به انگلیسی
- "Alexander the Great and Universal Monarchy," The International Quarterly, Vol. VIII (1903).
- England; its Political Organization and Development and the War Against Germany (1916).[۲]